# Otto Polak-Hellwig
Otto Rudolf Polak-Hellwig (* 24. Mai 1885 in Wien; † 26. Dezember 1958 in Sydney) war ein österreichischer Architekt.

## Ausbildung
Polak-Hellwig wurde als Sohn des Hofbaumeisters Rudolf Pollak geboren und wuchs in Wien auf. Nach der Matura um 1903 am Gymnasium Wien-Josefstadt studierte er zwischen 1903 und 1908 an der Technischen Hochschule Wien, wobei er bei Karl Mayreder, Karl König und Karl Holey studierte. Zudem bildete er sich von 1908 bis 1909 an der Akademie der bildenden Künste Wien weiter, wo er die Klasse von Friedrich Ohmann besuchte. Er hatte zwei Söhne, Otto Heinrich (1911–1996) und Wolfgang (* 1915).

## Berufliche Laufbahn
Polak-Hellwig war Mitarbeit in den Büros Walcher von Moltheim, Fellner & Helmer und arbeitete zudem bei Viktor Kovačić in Zagreb. 1913 wurde er Leiter des Stadtbauamtes in Mödling, wobei er diese Stelle bis 1915 innehatte. Später wurde er Direktor des Österreichischen Instituts für Bildstatistik und 1937 zum technischen Baurat ernannt. Auf Grund seines jüdischen Glaubens musste Polak-Hellwig 1939 nach Sydney emigrieren, wo er ab 1940 für die staatlichen Wohnbaustellen und die Eisenbahn in Adelaide und Hobart tätig war.
Polak-Hellwig war ab 1909 Mitglied des Österreichischen Ingenieur- und Architektenverein, ab 1920 Mitglied der Zentralvereinigung der Architekten Österreichs sowie ab 1920 Mitglied des Österreichischen Werkbundes. Ab den späten 1920er Jahren verfasste er Artikel über Neues Bauen in Fachzeitschriften.
Polak-Hellwig war für die gemeinnützige Wohnbau-Genossenschaft „Heim“ tätig und setzte sich insbesondere mit der Rationalisierung der Wohnungs- und Haushaltsplanung auseinander. So entwarf er Kleinküchen und plante das Familien-Einküchenhaus „Heimhof“ in der Pilgerimgasse 22–24 in Rudolfsheim-Fünfhaus, das zwischen 1921 und 1922 für berufstätige Ehepaare umgesetzt wurde. Die einzige Wohnhausanlage mit einer Zentralküche wurde von Angestellten geführt, die von den Mietern bezahlt werden mussten und so den berufstätigen Frauen die Hausarbeit erleichterten. Zudem gab es eine Zentralheizung, eine Speiseaufzug, eine Zentralwäscherei und einen Müllschacht. Im gemeinsamen Speisesaal gab es zudem Vorträge und Veranstaltungen.
In seinen Heimhof bewies Polak-Hellwig sein fortschrittliches Denken, während seine L-förmigen Ferienhäuser einer konstruktiven Sachlichkeit und dem klassischen Wiener-Einfamilienhauses folgten. Polak-Hellwig plante auch klassisch-konservative Villen, seine Wohnhausanlage in Wien-Hernals wirkt hingegen biedermeierlich.

## Werke

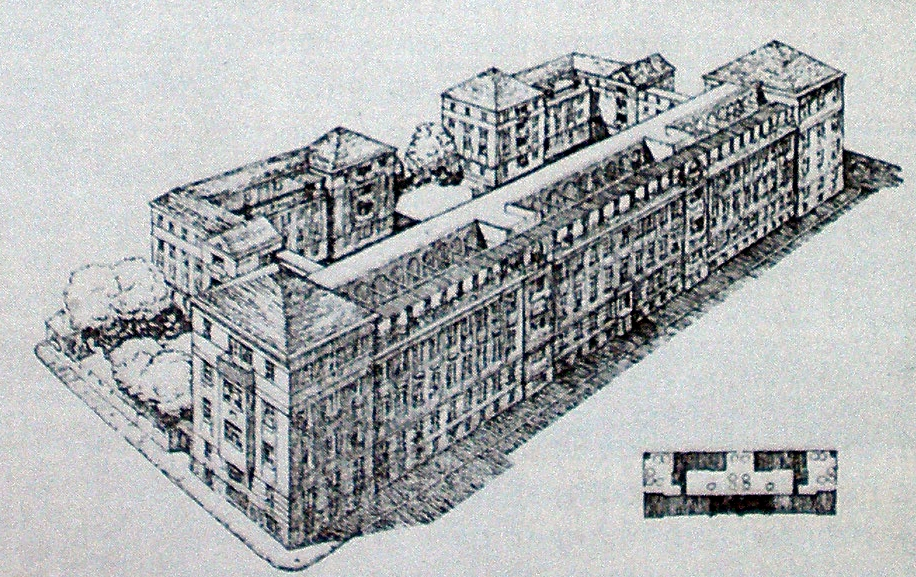
Modellzeichnung Heimhof (1922)

- Familien-Einküchenhaus „Heimhof“, Wien-Rudolfsheim-Fünfhaus, Pilgerimgasse 22–24 (1921–1926, mit Carl Witzmann)
- Wohnhausanlage der Gemeinde Wien, Wien-Hernals, Hernalser Hauptstraße 54 (1924–1925)
- Schlosserhof, Wien-Innere Stadt, Seilerstätte 22 (1928, Erneuerung der Fassade, Adaptierung)
- Messepavillon für Insulite Holzfaser-Isolierplatten der Reichraminger Holzindustrie AG, Wiener Herbstmesse (zerstört)
- Haus Wiener Werkbundsiedlung, Wien-Hietzing, Veitingergasse 111–113 (1932)
- Umbau Schloss Schielleiten, Steiermark (um 1938)
- Gutshaus Thonet, Mähren (1936, bei Bistritz oder Korytschan)
- Wohnhaus, Wien-Liesing, Kriegergasse 73